# Супрапто
Супрапто (индон. Soeprapto)— индонезийский военный деятель, генерал-лейтенант, второй заместитель начальника Генерального штаба сухопутных войск Национальной армии Индонезии, национальный герой Индонезии. 1 октября 1965 года в ходе попытки государственного переворота, совершённого левой военной группировкой «Движение 30 сентября», похищен мятежниками и вскоре убит.

## Ранние годы жизни
Супрапто родился в центральнояванском городе Пурвокерто. В 1941 году, после окончания средней школы, он поступил в училище Королевской голландской ост-индской армии в Бандунге. Но после того, как в 1942 году индонезийский архипелаг был оккупирован Японией, он попал в плен к оккупантам, но сумел сбежать. Позже, ещё до завершения японской оккупации, он продолжил обучение в училище.

## Военная карьера
В 1945 году, после провозглашения независимости Индонезии, Супрапто вступил в ряды молодой индонезийской армии, участвовал в разоружении японских войск, оставшихся на территории Индонезии после капитуляции Японии. В 1946—1947 годах служил адъютантом верховного главнокомандующего Национальной армии Индонезии генерала Судирмана. В 1949 году Супрапто был назначен командиром дивизии Дипонегоро, расквартированной в Центральной Яве, а с 1951 по 1960 годы служил в Генеральном штабе.
7 мая 1960 года Супрапто был переведён в суматранский город Медан, на должность заместителя начальника Генштаба от Суматры. 1 июля 1962 года он был назначен вторым заместителем начальника Генштаба, пробыв на этом посту чуть больше трёх лет, вплоть до своей смерти.

## Смерть
В ночь с 30 сентября на 1 октября 1965 года левая военная группировка, известная как «Движение 30 сентября», предприняла попытку государственного переворота. По приказу лидеров «Движения» было организовано похищение семи генералов, занимавших высшие посты в командовании сухопутных войск, в том числе и генерал-лейтенанта Супрапто. Дом Супрапто на улице Джалан Бесуки, 9 (индон. Jalan Besuki, 9) в джакартском районе Ментенг окружили солдаты полка президентской охраны Чакрабирава. В это время Супрапто не мог заснуть из-за зубной боли и писал картину. Несколько мятежников вошли в дом и потребовали, чтобы генерал немедленно явился к президенту Сукарно. Супрапто попросил немного времени, чтобы одеться, но мятежники отказали ему — генерал был захвачен в плен и привезён в джакартское предместье Лубанг Буайя. Жена Супрапто была разбужена лаем собак, охранявших дом, и вошла в комнату, где арестовали её мужа, но была отброшена мятежниками. Когда похитители уехали, она написала письмо генералу Сисвондо Парману, сообщив ему о похищении своего мужа. Ей не было известно, что генерал Парман был также захвачен мятежниками в тот день.
Вскоре после похищения, Супрапто был расстрелян мятежниками в Лубанг Буайя. Его тело, вместе с телами пятерых его сослуживцев, бросили в яму. 5 октября 1965 года тела убитых генералов были подняты и торжественно перезахоронены на Кладбище Героев в джакартском районе Калибата. В тот же день Супрапто и его сослуживцам, убитым повстанцами, президентским декретом под номером 111/KOTI/1965 было посмертно присуждено почётное звание Героев революции (англ. Heroes of the Revolution).

## Награды
- Национальный герой Индонезии;
- Орден «Звезда Республики Индонезии» 2-й степени (1965)[5]